# Geschiedenis van Iran

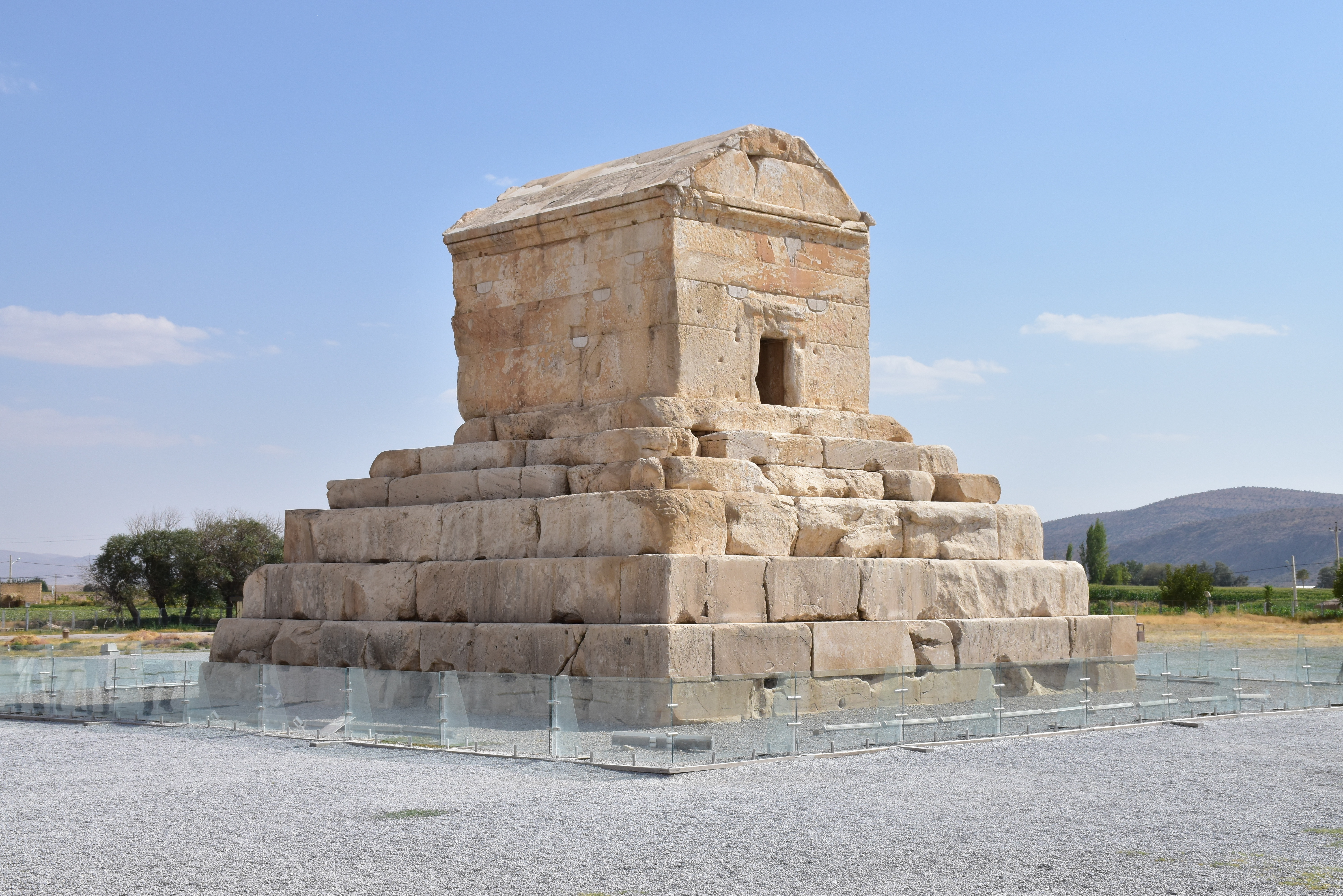
Graftombe van Cyrus II de Grote (600-530 v.Chr.), de stichter van het Perzische Rijk

De moderne staat Iran bestaat sinds 1935, maar het is een voortzetting van een opeenvolging van landen en rijken in de regio die zich uitstrekt van Anatolië, de Bosporus en Egypte in het westen tot de grenzen van het oude India en Syr Darja in het oosten. Stedelijke beschaving gaat hier ten minste 9000 jaar terug.
Iran was vroeger in het westen bekend als Perzië, totdat Sjah Reza Pahlavi op 21 maart 1935 officieel aan de internationale gemeenschap vroeg om het land bij de naam Iran te noemen. De naam Perzië komt van de Oud-Griekse naam Persis, wat een Griekse naam is voor wat de Perzen over de hele wereld Pars noemden, een streek in het zuiden van Iran. Latere Europese beschavingen namen de naam Perzië over. Iran betekent "Land van de Ariërs".

## Prehistorie
De prehistorie van Iran omvat de voorgeschiedenis van het huidige Iran vanaf de eerste vestiging door Homo erectus ongeveer een miljoen jaar geleden tot de eerste historische bronnen tijdens het Nieuw-Assyrische Rijk in de 8e eeuw v.Chr.

## Oudheid

### Elam
In 647 v. Chr. maakte de Assyrische koning Assurbanipal, de hoofdstad Susa met de grond gelijk.

### Meden
Cyaxares en Nabopolassar van Babylon verdrijven de Assyriërs. Hun hoofdstad Ninive werd in 612 v. Chr. met de grond gelijk gemaakt.
In 550 v.Chr. verslaat Cyrus I de Meden en heerst het rijk van de Achaemeniden.

## Het Oud-Perzische rijk van de Achaemeniden

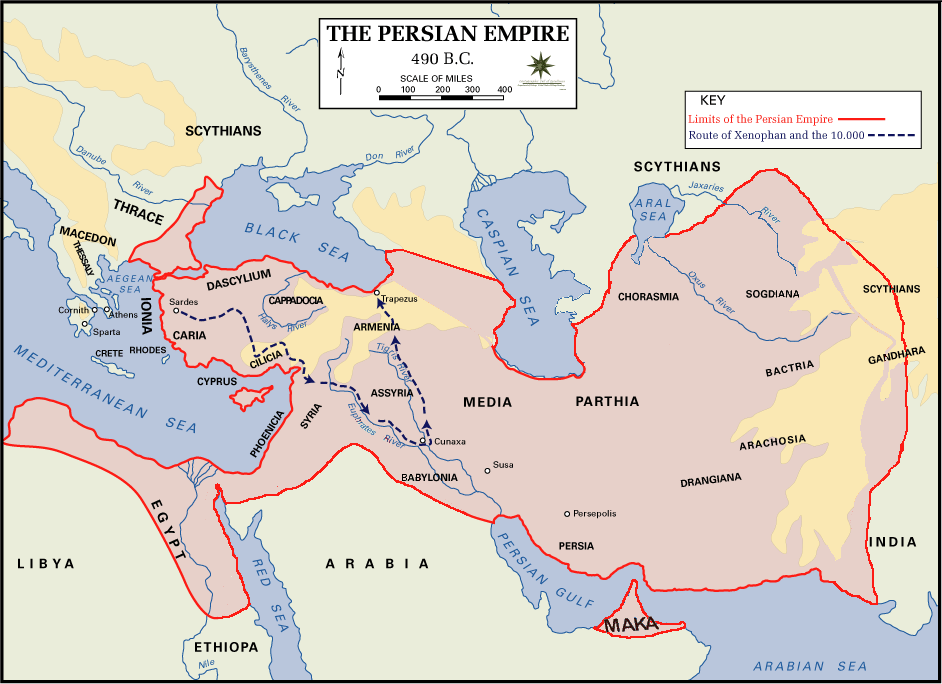
Kaartje van Perzië in de tijd van het Achaemenidenrijk in 540 v.Chr.

In 539 v.Chr. verovert Cyrus II de Grote, na eerder de overheersing door de Mediërs afgeschud te hebben, Babylon. Dit betekent dat de Perzen de dominerende macht in het Midden-Oosten worden. Zij bouwen deze positie geleidelijk uit totdat zij een rijk van ongekende omvang regeren. Hun hoofdstad is Persepolis. Het omvat niet alleen het huidige Iran maar ook Irak, Israël, Turkije, Syrië, Palestina, Egypte, Afghanistan en delen van Pakistan. Pogingen om ook de Griekse stadstaten te onderwerpen slagen echter niet geheel. Het huidige Griekenland blijft vrij.
De voornaamste godsdienst van het Perzische rijk is het zoroastrisme, een vroege vorm van monotheïsme. Kunst, cultuur en wetenschap komen tot grote bloei in het uitgestrekte rijk.

## Alexander de Grote en de Seleuciden

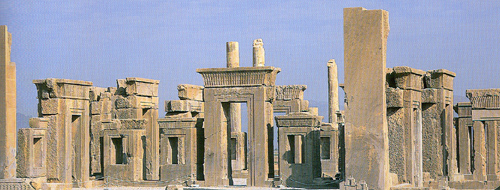
Ruïnes van Persepolis, ceremoniële hoofdstad van Perzië in 518 v.Chr.

In 330 v.Chr. weet de koning van Macedonië Alexander de Grote van de interne zwakte van het Perzische rijk gebruik te maken en verovert in korte tijd het hele rijk. Deze tijd wordt ook wel het hellenisme genoemd, omdat de Grieken de heersende klasse vormen en zo een groot stempel op de cultuur van het hele Midden-Oosten drukken.
Na Alexanders dood op 10 juni 323 v.Chr. tracht zijn moeder Olympias het rijk bij elkaar te houden voor haar kleinzoon. Deze is echter nog erg jong en tijdelijk neemt Alexanders broer Philippus Aridaeus daarom het koningschap waar. Maar de generaals van Alexander trokken steeds meer de werkelijke macht naar zich toe en uiteindelijk verdeelden de sterkste overgebleven generaals het rijk. In de onderlinge machtsstrijd stierven, naast sommige zwakkere generaals, ook de overgebleven familieleden van Alexander waaronder zijn moeder, broer en zoontje. De overwinnaars werden de Diadochen (grieks voor opvolgers) genoemd. Antigonus nam bezit van Griekenland en Macedonië. Ptolemeüs nam Egypte met Palestina, Cyprus en stukken van Klein-Azië. De rest, het gigantische Perzische Rijk ging naar Seleucus. Zo werden drie vorstenhuizen gesticht, de Antigoniden, de Ptolemaeën en de Seleuciden.

## De Parthen

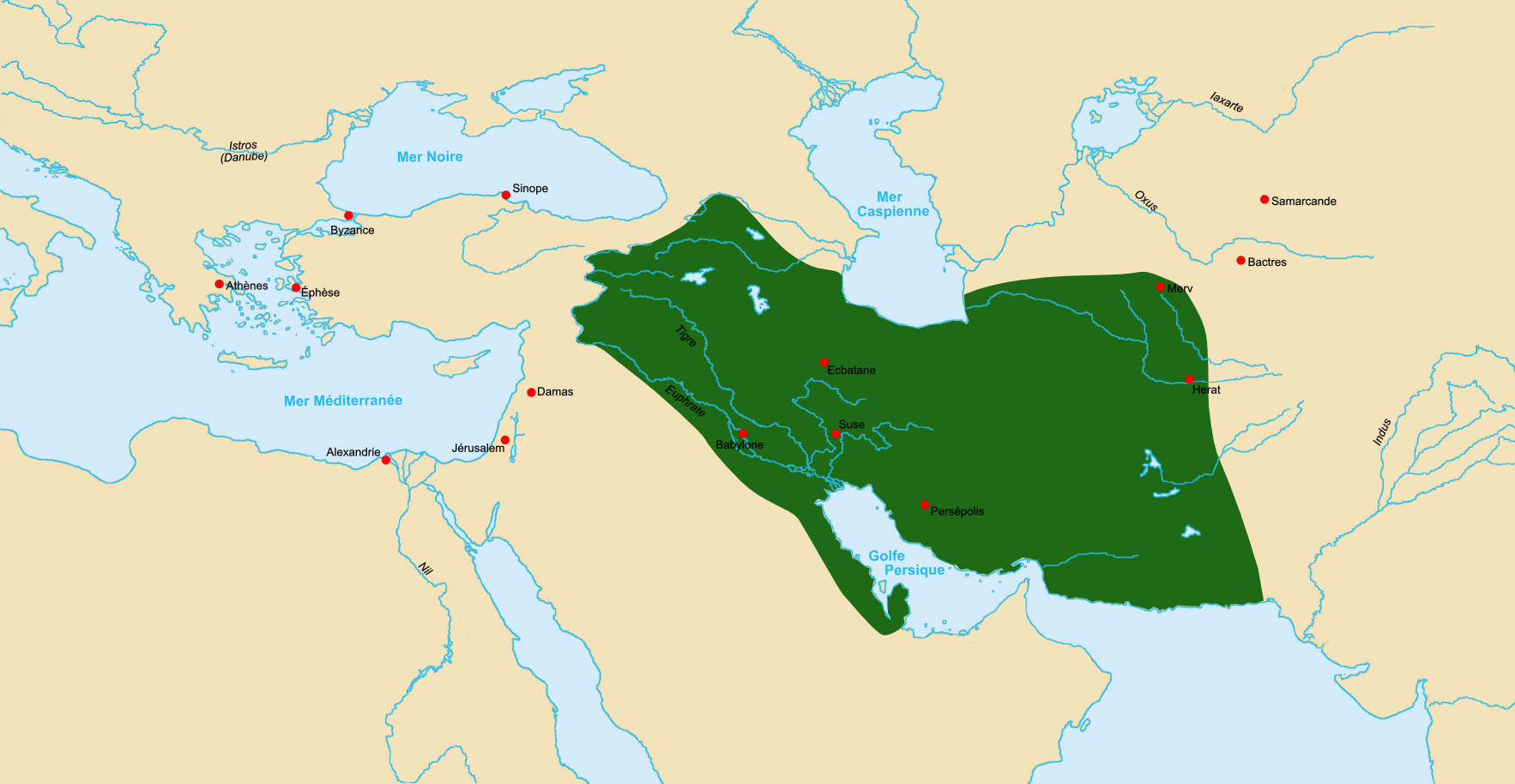
Kaartje van Perzië, rijk van de Parthen in 60 v.Chr.

In 250 v.Chr. neemt Arsaces I, de leider van een volksstam die bekendstaat als de Parthen, de macht over in de oostelijke Perzische provincies en verdrijft de Griekse gouverneur. De Parthen woonden oorspronkelijk in de steppe ten oosten van de Kaspische Zee. Onder Mithridates (171-138 v.Chr.) gingen de Parthen door met hun veroveringen en werden de Seleuciden naar Syrië verdreven. De Parthen annexeerden Medië, Pars, Babylonië en Assyrië. Ze veroverden een rijk dat zich uitstrekte van de Eufraat tot Herat in Afghanistan en herstelden zo het oude Achaemenidische Rijk van Cyrus de Grote. Afgezien van de nomaden die een voortdurende bedreiging vormden in het oosten en het rijk van Kushan, een boeddhistisch koninkrijk in India, kende Parthia nog een machtig tegenstrever: het Romeinse Rijk dat in 64 v. Chr. Syrië definitief geannexeerd had. De Parthen hadden in de vier eeuwen van hun heerschappij innig contact met het belendende Romeinse Rijk. Vaak was dat in de vorm van oorlog, vooral Armenië en aangrenzende gebieden waren daarbij een twistappel, maar vaak -vooral later- ook in de vorm van handel en goede betrekkingen. Bijna drie eeuwen lang vochten Rome en Parthia over Syrië, Mesopotamië en Armenië, zonder ooit tot een duurzame oplossing te komen. In 53 v.Chr., tijdens het bewind van Orodes II (56-37 v.Chr.) op het hoogtepunt van de macht van Parthia, werden de Romeinen bij Carrhae vernietigend verslagen. Ondanks deze overwinning en het ondertekenen van diverse verdragen, bleven de twee machten oorlog voeren tot in de 2e eeuw van onze jaartelling, waarbij de Parthen langzaam maar zeker steeds verder in het nauw gedreven werden. De val van Parthia kwam echter niet door een buitenlandse vijand, maar door binnenlandse opstand. Het Parthische rijk was nooit een hechte eenheidsstaat geweest en werd eerder losjes geregeerd door de Parthische elite die de regionale gouverneurs en vazallen veel vrijheid lieten zolang ze maar voldoende belasting hieven ten bate van hun Parthische heren. In 226 n. Chr. slaagde een autochtone (Perzische) vazal van de Parthen er eindelijk in het Parthische juk af te werpen en stichtte het Sassanidenrijk.

## Het Nieuw-Perzische rijk van de Sassaniden

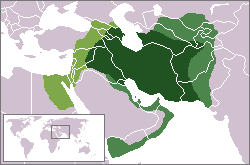
Het rijk van de Sassaniden in 610

Van 220 tot 226 leidde Ardashir I een revolutie en creëerde zo, ten koste van de Parthen, het Nieuw-Perzische Rijk van de Sassaniden. Drijfveer van de Perzen was het herstellen van het Oud-Perzische rijk en de oude 'satrapen' (provincies) weer onder Perzisch gezag te brengen. Het Nieuw-Perzische rijk was intern veel beter georganiseerd dan zijn Parthische voorganger. Het voerde ook een veel agressievere politiek jegens zijn grote buur in het westen, het Romeinse Rijk. Dit werd inmiddels door talrijke interne problemen geplaagd zoals tijdens de Romeinse crisis van de derde eeuw en slaagde slechts met grote moeite erin de Perzen van zich af te slaan. Na de komst van het christendom kreeg deze confrontatie ook een religieuze kant, omdat Perzië vasthield aan het zoroastrisme en christenen er bij tijd en wijle vervolgd werden. De Sassaniden zagen de christenen als een interne vijand vooral omdat het vijandige Romeinse Rijk het christendom steunde en zelfs, sinds ~390, als staatsreligie had ingesteld.
In het begin van de 7e eeuw, slaagden de Sassaniden erin een groot deel van de Romeinse provincies in het Midden-Oosten (onder meer Egypte, Palestina, Syrië en Anatolië) te veroveren. De nieuwe Romeins-Byzantijnse keizer Heraclius echter ging in de tegenaanval en wist, met grote moeite, de heiligdommen van Jeruzalem, Antiochië en Alexandrië te heroveren en bracht de Sassanidische Perzen een grote slag toe toen hij hun hoofdstad Ctesiphon bezette. Het gevolg van de jarenlange strijd was dat beide rijken elkaar aan de rand van de uitputting brachten. Het is op dat moment dat van volkomen onverwachte kant een nieuwe veroveraar zich aanmeldde: de islam. In 651 stierf de laatste erkende Sjahhansjah Yazdagird III van het Nieuw-Perzische Rijk in het oostelijke Merv op de vlucht voor de zegevierende moslimlegers.

## Arabische verovering

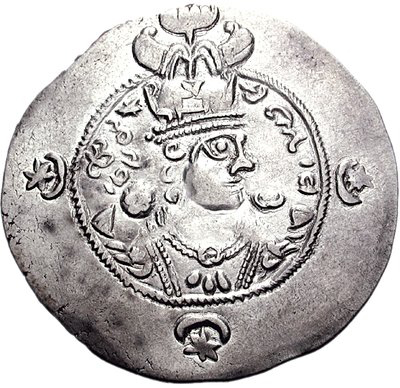
Yazdagird III, de laatste koning van Perzië voor de Arabische veroveringen in de 7de eeuw

Het uitgeputte en onderling verdeelde Sassanidenrijk bood weinig weerstand tegen de Arabieren in de 7e eeuw. De Arabieren dwongen de Perzen zich aan de islam aan te passen. Ook moesten de Perzen extra veel belasting betalen omdat de Arabieren hen zagen als kafirs en duivelaanbidders. Uiteindelijk vertrokken de weinige overgebleven Parsi's (de aanhangers van het zoroastrisme) naar het oosten.
De in 637 ingezette Arabische verovering werd tussen 663 en 676 voltooid met de inlijving van Sistan, het huidige Afghanistan, en de Sogdische steden Samarkand en Buchara. De Kaspische provincies Tabaristan (thans Mazandaran) Amol en Gilan (samen ook bekend onder de naam Hyrcanië) behielden nog lange tijd hun zelfstandigheid. Als deel van het Arabische Rijk werd Perzië bestuurd door de gouverneurs van Irak.

### Abbasiden
In 750 werd de dynastie van de Omajjaden verslagen door de dynastie van de Abbasiden. In de noordoostelijke provincie Khorasan werd de overgang naar de islam niet bijzonder gestimuleerd. De Iraanse moslims kregen vrijdom van bepaalde belastingen, maar moesten als mawali (Arabisch: cliënten) van de Arabieren genoegen nemen met een ondergeschikte positie. De zoroastriërs handhaafden zich als religieuze minderheid vooral in het zuiden van het land.

### Boejiden en Samaniden

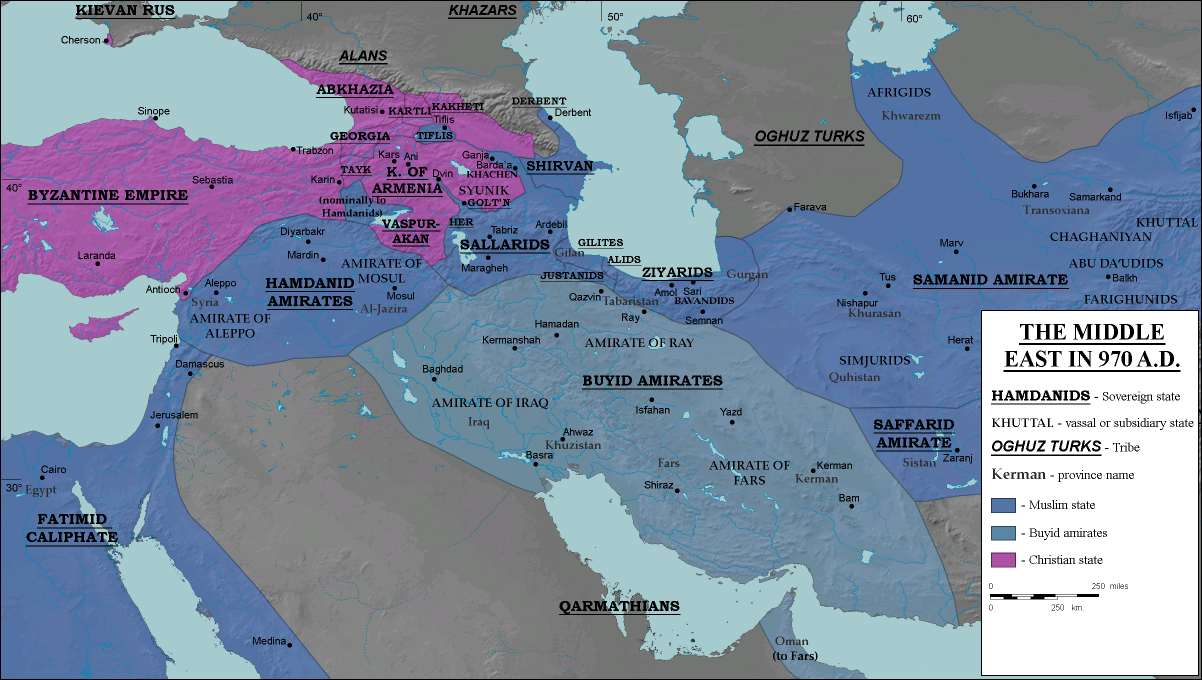
In het westen van Iran, de Boejiden, in het oosten, de Samaniden

In de tiende eeuw werden de Abbasidische kaliefen nog erkend in titel, maar in werkelijkheid werd het land in het westen geregeerd door de Boejiden en in het oosten door de Samaniden. De Boejiden beleden het sjiisme en de Samaniden het soennisme. In 945 veroverden de Boejiden de hoofdstad van het Abbasidenrijk, Bagdad. Rond 990 werden de Samaniden vervangen door de Ghaznaviden.

## Seltsjoeken

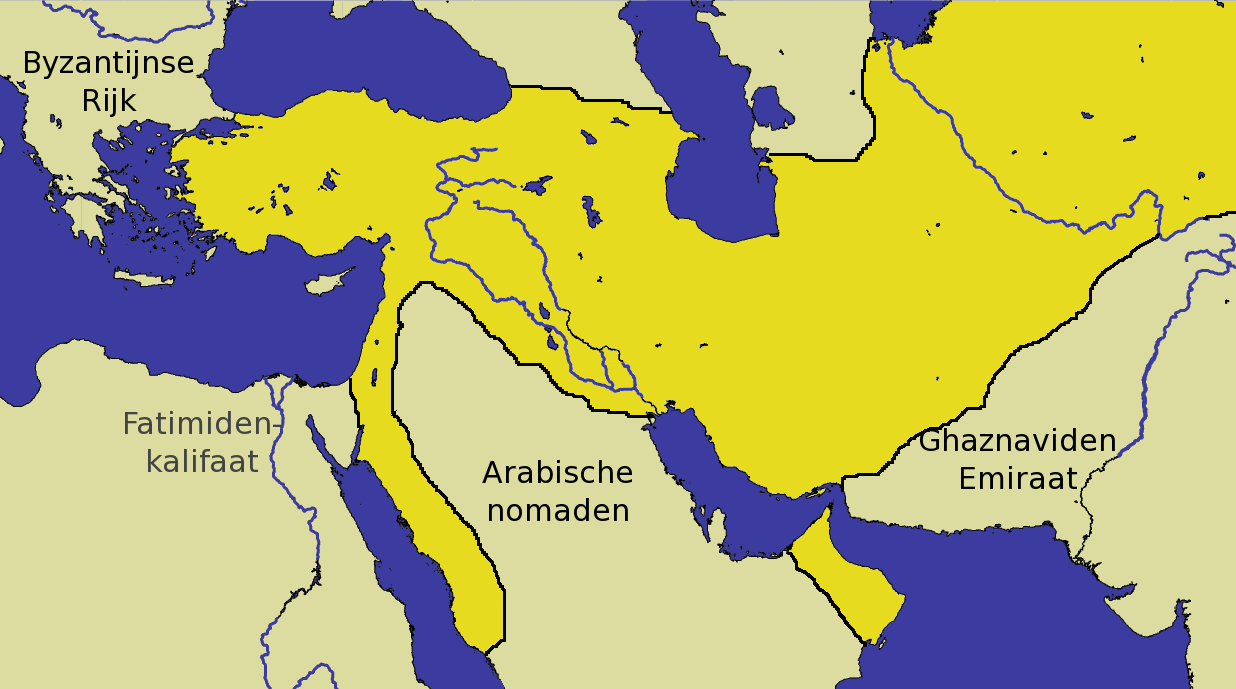
Perzië in de tijd van het Seltsjoekenrijk in 1092

De Seltsjoeken waren een Turkse stam die zich rond 990 tot de soenitische islam bekeerden. Onder druk van de nieuw gevormde Koeman-Kiptsjak confederatie in Centraal-Azië, begonnen zij aan een veroveringstocht die hen van Transoxanië (in het huidige Oezbekistan) via Perzië naar Turkije voerde. Met de Slag bij Dandanaqan in 1040, versloegen ze de Ghaznaviden en veroverden grotendeels Perzië.
De kalief vroeg hun de sjiitische Boejiden uit Bagdad, de hoofdstad van het kalifaat, te verdrijven, wat gebeurde in 1055. Al vlug namen zij de functies van de kalief waar. Toen in 1092 Malik Sjah I stierf, viel het rijk uiteen in diverse kleinere staten. Perzië bleef min of meer één geheel, maar rond 1150 versloegen de Chorasmiden de kleinere dynastieën in Perzië.

## Chorasmiden
Eind 12de eeuw werden de twee grote islamrijken der Ghaznaviden (1187) en Seltsjoeken (1194) opgevolgd door de Chorasmiden in het Westen en de Ghowriden in het Oosten.
Met hulp van een Mongoolse stam, de Kara-Kitan konden de Chorasmiden de Ghowriden in 1206 verslaan. Muhammad II van Chorasmië (1200-1220) creëerde een rijk dat zich uitstrekte van de Syr Darja tot het Zagrosgebergte en van de Indusvallei tot de Kaspische Zee.
In 1221 vielen de Mongolen het rijk binnen. De laatste heerser Jalal ad-Din Mingburnu werd vermoord in 1231. Het land werd een deel van het Mongoolse Rijk.

## Ilkhanaat
In 1256 werd het rijk van de Mongolen gesplitst in verschillende kanaten of rijken. Eén daarvan werd het Ilkhanaat, dat onder leiding van Hülegü kwam. Deze moest verantwoording afleggen aan zijn broer Koeblai Khan, die de belangrijkste khan was. Eerst voerden de khans een prochristelijke koers, maar vanaf 1295 bekeerden ze zich tot de islam. Rond 1335 viel het rijk uiteen in verschillende staatjes. De belangrijkste van die dynastieën waren de Jalayiriden.

## Timoer Lenk
Vanuit Transoxanië trok Timoer Lenk in 1381 Perzië binnen. Timoer had weinig moeite om de kleine staatjes te onderwerpen en met zijn eerste campagne die duurde tot 1384 had hij Oost- en Noord-Iran in handen. Zijn tweede campagne begon in 1386 en had als doel Perzisch Irak te veroveren. Na een korte onderbreking vanwege de dreiging van de Gouden Horde veroverde Timoer Fars, Isfahan en Kerman in 1387. Heel Perzië was nu onder zijn heerschappij, hoewel de bevolking enkele keren in opstand kwamen, werden ze telkens neergeslagen en zou de regio pas weer na de dood van Timoer in 1405 zelfbestuur bemachtigen.

## Zwarte en Witte schapen
Na Timoer richtten de Kara Koyunlu of zwarte schapen een autonome regio op met als hoofdstad Tabriz. Rond 1440 kreeg Jahan Shah het aan de stok met Oezoen Hasan, leider van de Ak Koyunlu of witte schapen. De strijd werd beslecht tijdens de Slag bij Chapakchur (1467), waar Oezoen Hasan, Jahan Shah, versloeg. Dit betekende het begin van de heerschappij van de Ak Koyunlu in West-Azië.

## Safawiden

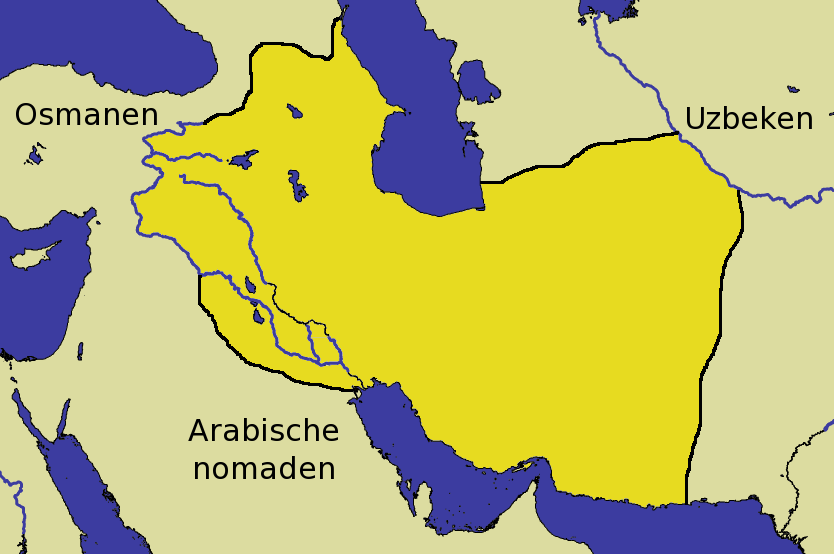
Safawidenrijk in 1512

De Safawiden of Safaviden regeerden over Perzië van 1501 tot 1736 en voerden het sjiisme in als staatsgodsdienst. Zij creëerden een centrale staat die veel bijdroeg aan het ontstaan van een Perzische identiteit, nadat het gebied in de jaren ervoor verdeeld was geweest onder Mongoolse en Turkse heersers.
De dynastie had haar oorsprong in een soefi-orde afkomstig uit de plaats Ardebil, in de huidige Iraanse regio Azerbeidzjan. Ze was vernoemd naar sjeik Safi Al-Din (1252-1334). De stichter van het Safawidenrijk was sjah Ismail I die heerste van 1501-1524. De leden van de dynastie spraken en schreven Azeri-Turks, maar de bestuurstaal van het rijk was Perzisch.
Het rijk kende zijn grootste bloei onder sjah Abbas I de Grote. Deze verklaarde Isfahan, een stad die onder zijn leiding tot grote bloei kwam, tot zijn hoofdstad. In deze zelfde periode had ook de VOC een handelspost in Isfahan.

## Afshariden
De Afshariden vormden korte tijd (1736-1796) een dynastie die voortkwam uit één machtig heerser: Nadir Sjah. Na diens dood viel het rijk snel uiteen en bleef er strijd bestaan tussen de Afshariden, de Zand-dynastie en de Kadjaren. De strijd werd uiteindelijk in het voordeel van de laatsten beslist.

## Kadjaren

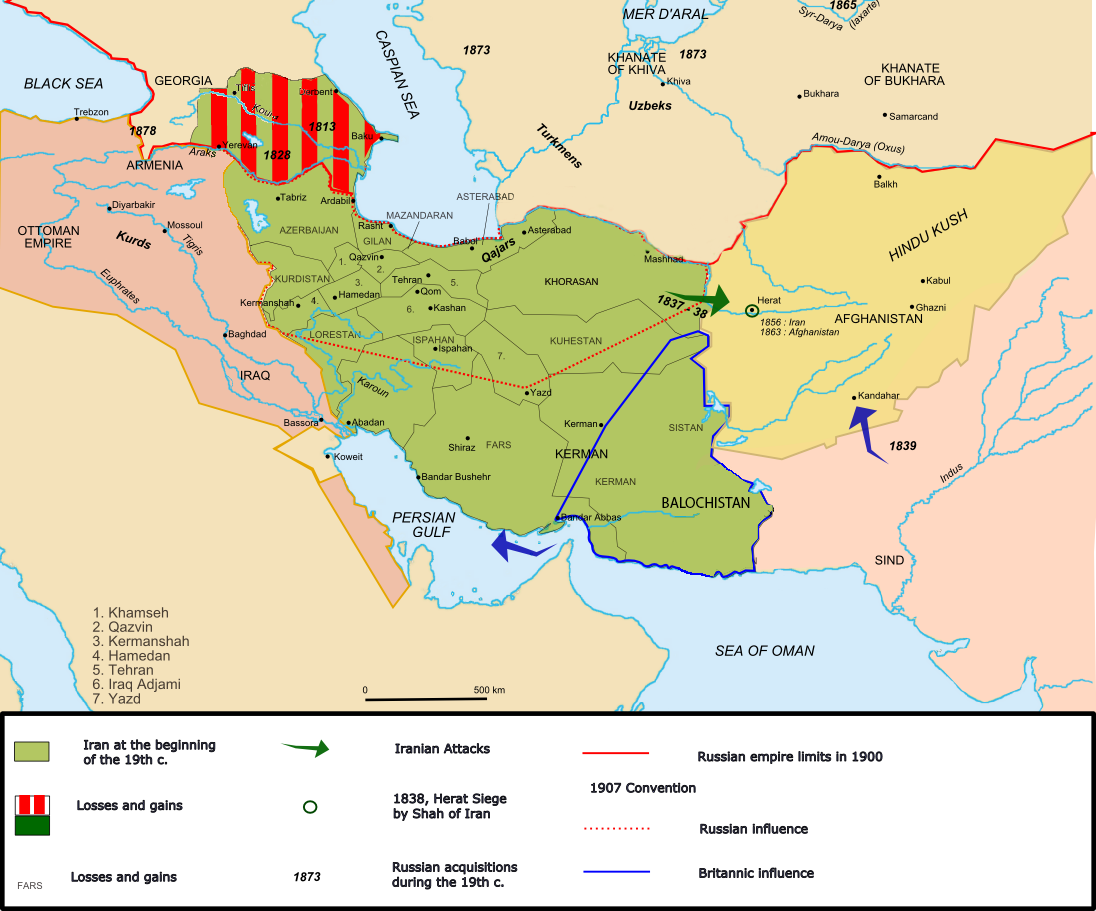
Perzië rond 1900

De Kadjaren waren de heersende dynastie van 1796 tot 1925. De Europese machten Rusland en het Verenigd Koninkrijk breidden hun macht in Perzië stevig uit in deze periode. Perzië moest diverse noordelijke delen, waaronder het huidige Oost-Georgië, Armenië, Dagestan, en Azerbeidzjan afstaan aan de Russen, tijdens de Russisch-Perzische Oorlog (1804-1813) en Russisch-Perzische Oorlog (1826-1828) en de daaruit volgende verdragen van Gulistan en Torkamanchai.
Om een verdere expansie van de Russen tegen te gaan, ging Perzië een strategische alliantie aan met het Verenigd Koninkrijk. Zo verkreeg dat land diverse belangrijke commerciële belangen, waaronder het recht te boren naar aardolie. Aan het eind van de negentiende en begin van de twintigste eeuw werd het land gemoderniseerd en in 1906 kreeg het een parlement. Tijdens de Eerste Wereldoorlog vormden de Osmanen een bedreiging voor Perzië en verdedigden Rusland en het Verenigd Koninkrijk Perzië én zijn strategisch belangrijke oliegebieden.

## Pahlavi-monarchie

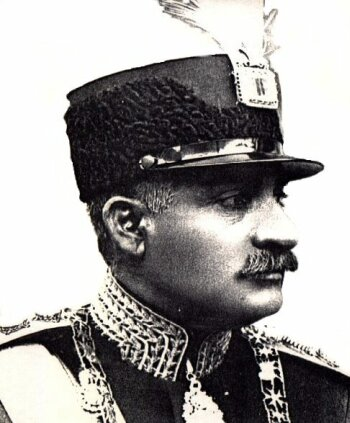
Reza Sjah, stichter van de Pahlavi-dynastie en koning van Perzië van 1925 tot 1941

In 1921 pleegde de Iraanse kozakken-generaal Reza Khan samen met de journalist Zia al-Din Tabataba'i een staatsgreep. De macht van de Kadjaren-sjah Ahmad Kadjar werd drastisch ingeperkt. Tabataba'i was voorstander van het oprichten van een op het Westen en Atatürk georiënteerde republiek. Hoewel Reza Khan ook streefde naar een westerse staat, begreep hij dat wanneer de monarchie zou worden afgeschaft, de sjiitische geestelijken en het volk in opstand zouden komen. In 1925 vertrok sjah Ahmad Kadjar in ballingschap naar Frankrijk. In 1926 riep Reza Khan zich zelf uit tot Reza Sjah, met de pre-islamitische en dynastieke naam Pahlavi. Naar het voorbeeld van de Turkse president Atatürk en de Afghaanse koning Amanoellah Sjah, begon Reza Sjah aan een ambitieus hervormingsplan.
Er werd een verregaande secularisatie doorgevoerd, en de sjah wilde dat Iran binnen enkele jaren werd omgevormd in een moderne staat naar westers model. Hij verving de sharia door een burgerlijke wetgeving en nam de geestelijken hun bezittingen af. Hij onderdrukte de Asjoera-festiviteiten (het belangrijkste sjiitische festival) en verbood de moslims de hadj te maken. Ook islamitische kleding werd verboden en zijn soldaten hadden de gewoonte om sluiers van vrouwen met hun bajonetten af te rukken. In 1935 werden honderden vreedzame demonstranten tegen de kledingwetten voor een belangrijk heiligdom door soldaten neergeschoten. De sjah verzuimde echter om de levensstandaard van de arme bevolking te verbeteren en het grootgrondbezit bleef bestaan.
In de jaren dertig werd nazi-Duitsland Iraans belangrijkste handelspartner. De sjah raakte onder de indruk van Hitlers beleid, maar werd geen fascist. Bevreesd dat Reza Shah de zijde van de asmogendheden (Duitsland, Italië) zou kiezen, vielen de Sovjet-Unie en Groot-Brittannië in 1941 het land binnen. Het noorden van het land werd een Sovjet-Russische bezettingszone, het zuiden een Britse bezettingszone. De pro-Duits geachte sjah werd naar Johannesburg verbannen waar hij in 1944 overleed. De oudste zoon van Reza Sjah, Mohammed Reza Pahlavi (1919-1980), volgde zijn vader op 16 september 1941 als sjah van Perzië op. De Russen steunden de procommunistische Tudehpartij, terwijl de Britten liever de sjah aan de macht zagen.
Medio 1946 vertrokken de Britten uit Iran. In 1946 verklaarden de Noord-Iraanse regio's Azerbeidzjan en Koerdistan zich met Russische hulp onafhankelijk. Stalin en de sjah kwamen echter overeen dat het Rode Leger zich in ruil voor olie zou terugtrekken. De Russen lieten hun steun aan Azerbeidzjan en Koerdistan varen, waarop de regio's vrij gemakkelijk door het keizerlijk leger werden bezet.

### Mossadeq en de coup van 1953

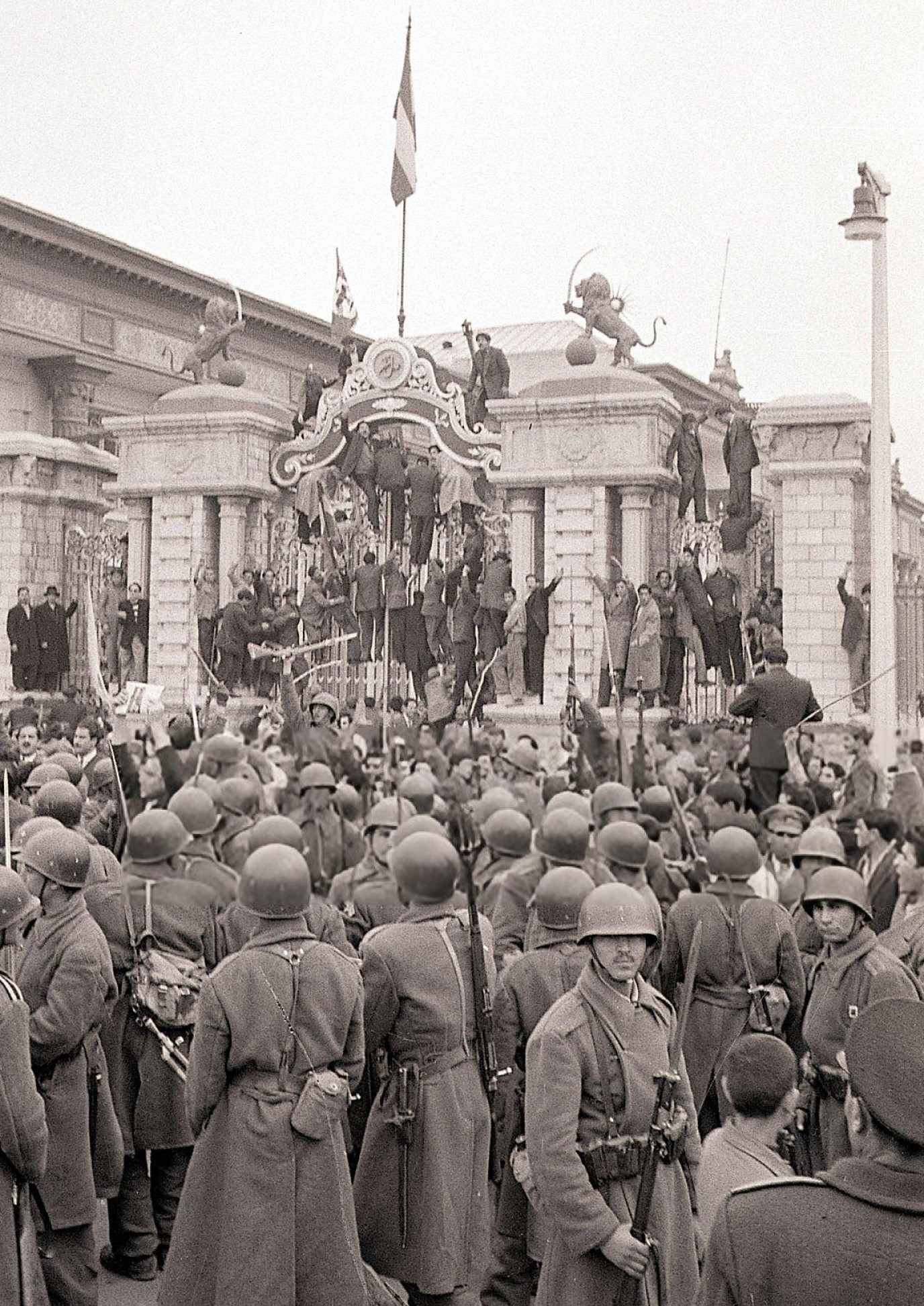
Demonstratie tijdens de coup van 1953 in de Perzische hoofdstad Teheran

In 1950 richtte Mohammad Mossadeq het Nationaal Front op, een liberale organisatie die naar nationalisatie van de Anglo-Persian Oil Company streefde. Mossadeqs Nationaal Front kon rekenen op zowel de steun van de nationalisten, de communisten en de democraten als op de steun van de geestelijkheid. Mossadeq, een vijand van de sjah (hij behoorde tot de in 1925 verdreven Kadjarendynastie), streefde tevens naar een constitutionele monarchie, waarin de macht van de sjah zou worden beperkt.
Op 2 mei 1951 werd Mossadeq benoemd als minister-president. Hij zette de nationalisatie van de door Britten gedomineerde Anglo-Persian Oil Company door en verbrak de diplomatieke betrekkingen met het Verenigd Koninkrijk. Spoedig geraakte de sjah en de premier in onmin over de portefeuille van Defensie. De sjah ontsloeg Mossadeq en benoemde Qavām al-Saltaneh tot premier. Een volksopstand noopte de sjah tot het herzien van deze beslissing en herstelde Mossadeq als premier én minister van Defensie.
De ruzie tussen de sjah en zijn premier ging gewoon door en op 17 augustus 1953 vluchtte de sjah naar Rome. Twee dagen later pleegde generaal Fazlollah Zahedi een door de Britten en de CIA georganiseerde staatsgreep waarna de sjah terug kon keren en Mossadeq gevangen werd gezet. Later werd Mossadeq ter dood veroordeeld, maar de sjah zette de straf om in drie jaar gevangenisstraf. In 1956 kwam hij vrij en leefde onder strenge bewaking op zijn landgoed.

### Witte Revolutie en doorgaande onderdrukking

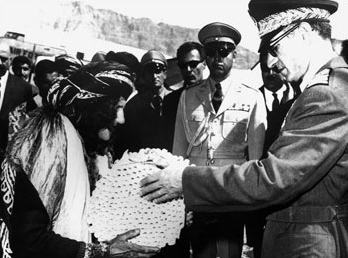
De sjah verdeelt landaktes

Net als zijn vader wilde Mohammed Reza Perzië moderniseren ten koste van traditionele Iraanse waarden. Procommunistische stakingen bij olieraffinaderijen, leidden eind jaren vijftig tot het verbod op de Tudehpartij. In 1957 kreeg Iran een tweepartijenstelsel.
In 1963 kondigde de sjah de Witte Revolutie af. De Witte Revolutie voorzag in landhervormingen, vrouwenemancipatie en algemeen kiesrecht. De geestelijkheid verzette zich hevig tegen de landhervormingen (de geestelijkheid was de grootste grootgrondbezitter), maar steunde het voorstel om algemeen kiesrecht in te voeren. In de jaren zeventig was er een enorm contrast ontstaan tussen het platteland en de grote stad. In de grote steden leefden de middenklasse en hoge klasse in een westerse levensstijl. Op het platteland leed men armoede, omdat de landhervormingen weinig succesvol verliepen (de grootgrondbezitters verdeelden het land onder familieleden, waardoor de kleine boer of landarbeider alsnog geen land verkreeg).
Een van die toonaangevende geestelijken was ayatollah Ruhollah Khomeini. Khomeini leefde tot 1975 in ballingschap in Najaf in Irak, maar toen de toenmalige Iraakse regering en de sjah een vriendschapsverdrag ondertekenden, werd Khomeini Irak uitgezet. Later vormde hij een Revolutionaire Raad in Parijs, waarin naast orthodoxe-sjiitische leiders, ook liberale-sjiieten zitting hadden.
Door de overeenkomst tussen Irak en de sjah, schafte de sjah het tweepartijenstelsel af en voerde een eenpartijstelsel in, met de Partij voor de Iraanse Herrijzenis als enige toegestane partij. De macht van de sjah nam nog verder toe en hij werd gesteund door zijn premier, Amir Hoveida.

## Islamitische Republiek

### Iraanse Revolutie en Ayatollah Khomeini

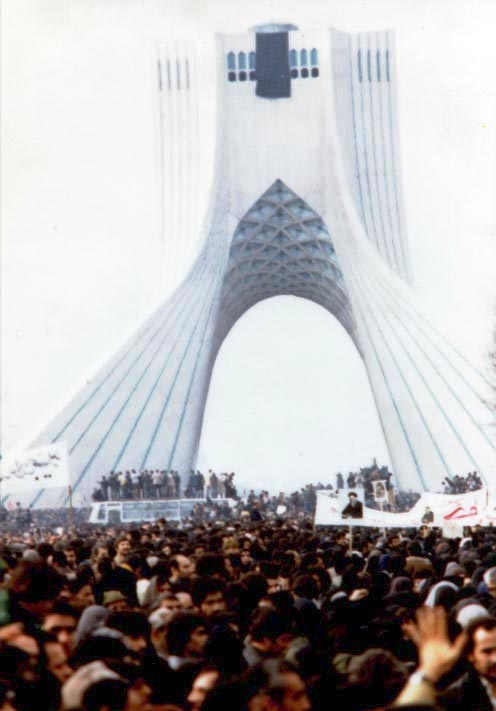
Demonstratie in Vrijheidsplein, Teheran, 1979

Na de Arabisch-Israëlische oorlog van oktober 1973 sloot Iran zich niet aan bij het Arabische olie-embargo tegen het Westen en Israël. In plaats daarvan gebruikte het de situatie om de olieprijzen te verhogen, het gewonnen geld te gebruiken voor modernisering en om de defensie-uitgaven te verhogen.
In 1975 ondertekende Iran het Verdrag van Algiers waarbij een grensgeschil met Irak werd opgelost en eiste de sjah dat Iraanse opposanten in Irak zouden worden aangepakt.
De verhoogde olieprijzen en de stelselmatige schending van de mensenrechten, zoals Zwarte Vrijdag (1978) leidde tot de toenadering van president Jimmy Carter met de verbannen oppositieleider, de ayatollah Khomeini. In 1979 werd er in Parijs een toespraak gehouden door de ayatollah. Hierin werd verteld dat als hij aan de macht zou komen, de olieopbrengsten verdeeld zouden worden onder het volk. Verder werd er gezegd dat gas, licht en water gratis zouden worden. Na de toespraak zijn veel studenten de straat op gegaan en zijn daar begonnen met het demonstreren tegen de Sjah. Hierdoor voelde de rest van de bevolking zich opgeroepen en hebben zij zich erbij aangesloten. Bijgevolg ontstond de Islamitische Revolutie.
De revolutie vond plaats in twee fasen. In de eerste fase verdreef een alliantie van liberale, linkse en religieuze groeperingen de sjah. In de tweede fase, vaak de Islamitische Revolutie genoemd, greep ayatollah Ruhollah Khomeini de macht. De revolutie begon in december 1978, al waren er daarvoor ook diverse protesten geweest. Op 16 januari 1979 vluchtte de sjah naar Egypte. Op 1 februari keerde Khomeini terug uit zijn ballingschap in Frankrijk en hij begon vrij snel de pluralistische revolutie om te vormen naar een streven naar absolute macht voor de geestelijkheid.
Toen de ayatollahs aan de macht kwamen, veranderde het gedeeltelijk verwesterde Perzië in een streng fundamentalistisch-islamitische samenleving van sjiitische snit. Het eerste wat Khomeini deed, was het arresteren van politieke tegenstanders zoals liberalen, socialisten en communisten. Ook werden religieuze tegenstanders zoals prominente joden, soennieten, christenen, Bahahi en Zartosh (Oud Iraanse zoroasters) opgepakt. Er werden showprocessen opgevoerd door "aanklager" ayatollah Khalkhali, een medestander van Khomeini, om de "verraders" te veroordelen. Veel van deze mensen zijn uiteindelijk in gevangenissen en zelfs op straat geëxecuteerd. Bij de massa-executie van politieke gevangenen in 1988 werden duizenden mensen gedood. Door deze dictatoriale acties kwam opnieuw een vluchtelingenstroom op gang van Iran naar het westen en omliggende landen; nu van tegenstanders van Khomeini.

#### Irak-Iranoorlog

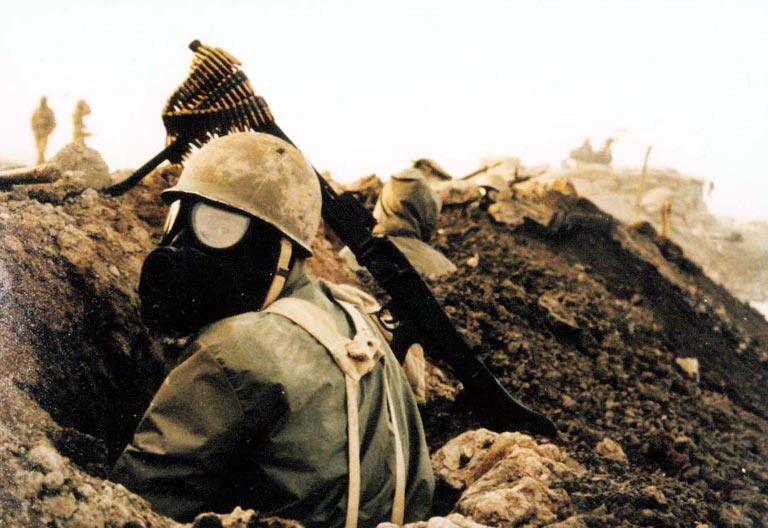
Een Iraanse soldaat met gasmasker tijdens de Irak-Iranoorlog.

In september 1980 brak de Irak-Iranoorlog uit. President Saddam Hoessein van Irak, bevreesd als hij was dat het fundamentalisme over zou waaien naar de onderdrukte sjiitische meerderheid in Irak, maakte van de chaotische en revolutionaire situatie in Iran gebruik om het land binnen te vallen. Het Iraakse leger verwachtte een snelle overwinning, maar kon de zeer gemotiveerde strijders van de Revolutionaire Garde en het nog steeds krachtige Iraanse leger niet verslaan. Het werd een zeer slepende oorlog die tot 1988 zou duren.
In 1986 kwam er een schandaal aan het licht, toen bleek dat de Verenigde Staten in het geheim wapens leverden aan Iran. Op die manier probeerden de Amerikanen voor elkaar te krijgen dat sjiitische moslims, via bemiddeling van Iran, in Libanon gegijzelde Amerikanen zouden vrijlaten. Deze affaire stond bekend als de Iran-Contra-affaire of Irangate.
In juli 1988 kwam er een einde aan de Iran-Irak-oorlog. De betrekkingen met het Westen werden iets beter. Ze verslechterden echter opnieuw toen Khomeini in februari 1989 een fatwa uitsprak tegen de Brits-Indiase auteur Salman Rushdie. Rushdie had zich, volgens Khomeini, in zijn boek De duivelsverzen beledigend uitgelaten over bepaalde Koran-verzen. Onder Khomeini's opvolger, ayatollah Ali Khamenei, werd de fatwa ingetrokken.

### Ayatollah Khamenei
Op 3 juni 1989 stierf Khomeini. Ayatollah Ali Khamenei, de toenmalige president, volgde Khomeini op als 'Leider van de Revolutie', terwijl de meer pragmatische Ali Akbar Rafsanjani de nieuwe president werd.
Op 21 juni 1990 werd Iran getroffen door een aardbeving in het noordoosten van het land, waarbij circa 45.000 doden vielen.
Tijdens de Perzische Golfoorlog van 1990-1991, veroordeelde het bewind de Iraakse bezetting van Koeweit, maar was het ook tegenstander van de militaire interventie van met name de Verenigde Staten om de Irakezen uit Koeweit te verdrijven. Iran keerde zich blijvend tegen de Amerikaanse aanwezigheid in de Perzische Golf.

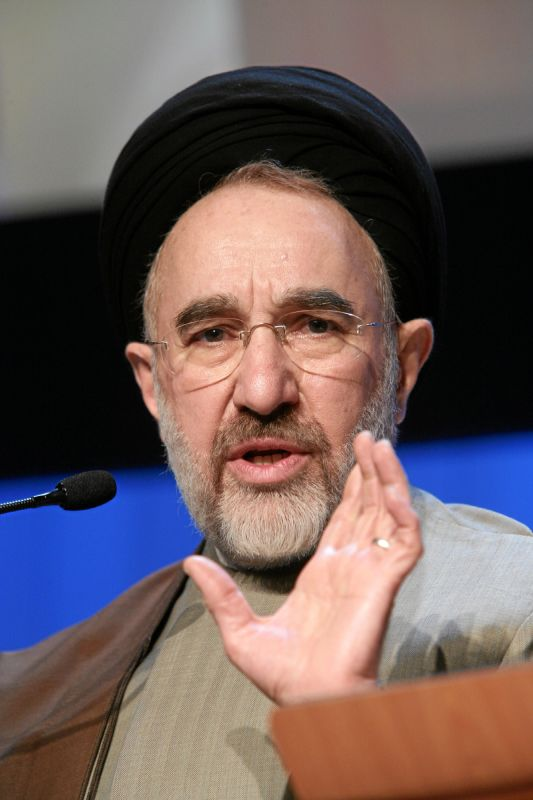
Mohammad Khatami, Reformistische president van Iran van 1997 tot 2005.

In 1997 werd de voor Iraanse begrippen progressieve Mohammad Khatami tot president gekozen, maar hij slaagde er nauwelijks in het land te moderniseren.

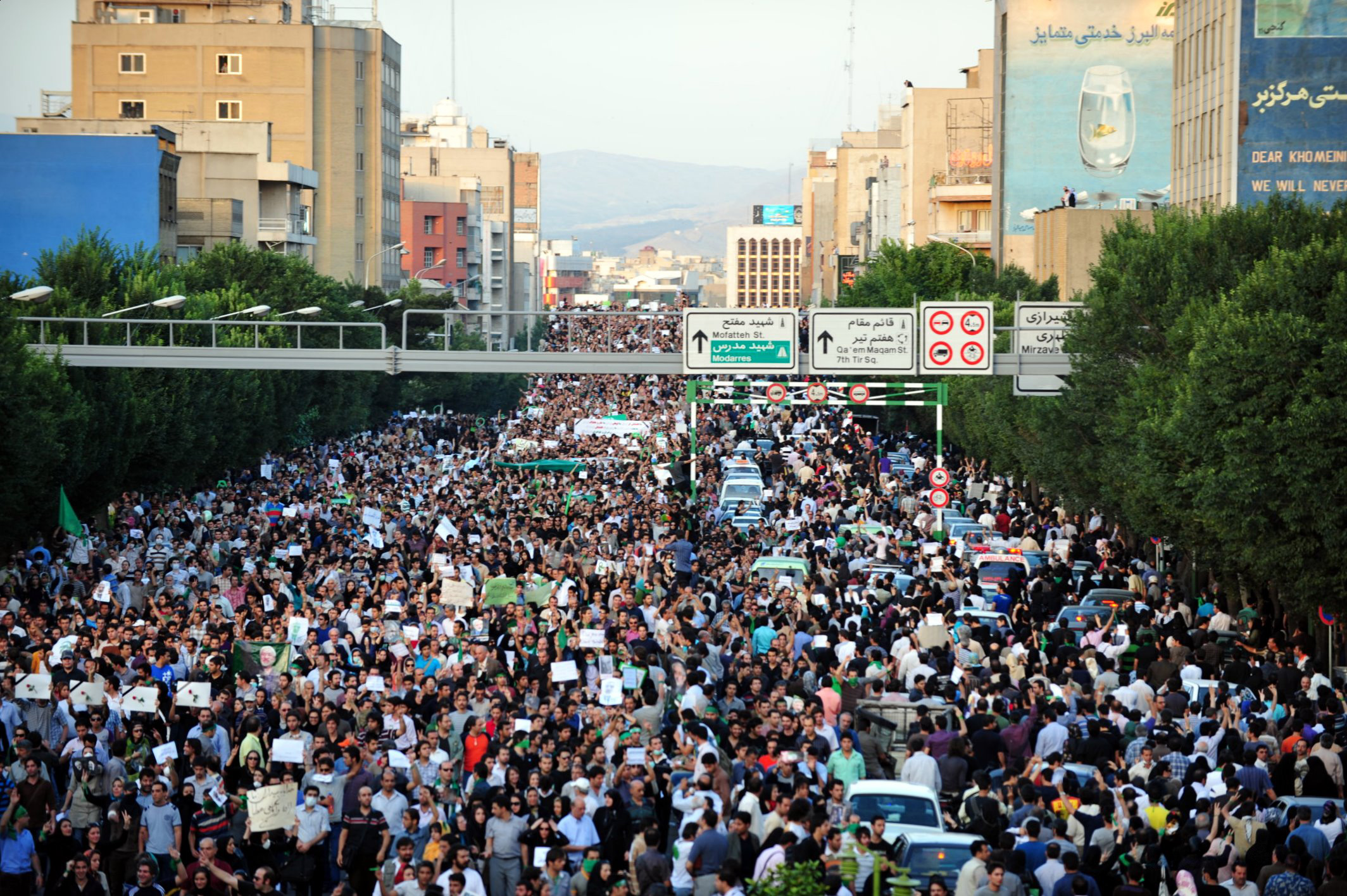
Demonstratie tegen de resultaten van de presidentverkiezingen van 2009, Teheran.

Tijdens de verkiezingen van juni 2005 won de conservatieve burgemeester van Teheran Mahmoud Ahmadinejad de presidentsverkiezingen. Hij installeerde een conservatieve regering die op 2 augustus 2005 aantrad. Deze werd herkozen bij de presidentsverkiezingen in 2009, maar dit ging gepaard met heftige protesten, omdat zijn belangrijkste tegenstander Mir-Hossein Mousavi meende dat er sprake was van verkiezingsfraude. Uiteindelijk werden de protesten deels met geweld uit elkaar geslagen.
In 2013 werd Hassan Rohani, een hervormingsgezinde kandidaat verkozen bij de presidentsverkiezingen. Hij liet een verzoenende toon horen richting de westerse wereld en gaf onder andere aan meer werk te willen maken van vrouwenrechten in zijn land.
Op 28 december 2017 en in de dagen erna braken er rellen uit in tientallen steden in het land, nadat demonstraties uit de hand liepen. De protesten waren aanvankelijk vanwege voedsel- en brandstofprijzen, maar verbreedden zich al snel tot een protest tegen de regering en de opperste leider ayatollah Khamenei. Er vielen hierbij minimaal 21 doden. Door overheid aangestuurde troepen werden er demonstranten beschoten.
Op 3 augustus 2021 werd Ebrahim Raisi ingehuldigd en twee dagen later beëdigd als president van Iran.
In september 2022 braken heftige rellen uit in verschillende steden, maar vooral in Koerdistan, naar aanleiding van de dood van de 22-jarige Mahsa Amini. Zij bezweek op 16 september aan verwondingen na arrestatie door de zedenpolitie omdat zij de hoofddoek niet correct zou hebben gedragen. Tijdens de protesten knipten vrouwen hun haren, of verbrandden hun hoofddoek. Volgens de Hoge Commissaris van de Verenigde Naties voor de Mensenrechten schoten Iraanse veiligheidsdiensten met scherp op de demonstranten.

### Nucleair akkoord
Op 14 juli 2015 werd bekend dat Iran en de zes wereldmachten een historisch akkoord hadden bereikt over het nucleaire programma van Iran, dat zou worden beperkt in ruil voor het opheffen van de nucleair gerelateerde sancties die waren ingesteld tegen Iran. Israël bleef het enige land ter wereld dat openlijk tegen het internationale akkoord was. Premier Netanyahu zei dat "Iran de wereld wil overnemen" en dat "de wereld niet geleerd heeft van de Holocaust".